# Big in Japan
Big in Japan – debiutancki singel zespołu Alphaville, pochodzący z albumu Forever Young, wydany w styczniu 1984 roku.

## Lista utworów
7"
1. „Big in Japan” (wersja 7") – 3:52
2. „Seeds” – 3:15

12" maxi
1. „Big in Japan” (wersja 7") – 3:52
2. „Seeds” – 3:15

12" maxi Niemcy & Francja WEA 249417-0
1. „Big in Japan” (wycięty remiks) – 7:25
2. „Big in Japan” (wycięta wersja instrumentalna) – 6:10

12" maxi US WEA 0-86947
1. „Big in Japan” (wycięty wokal) – 7:25
2. „Big in Japan” (wersja instrumentalna) – 6:10
3. „Big in Japan” (wersja 7") – 3:58

## Notowania
| Notowanie (1984)                   | Pozycja |
| ---------------------------------- | ------- |
| Austrian Singles Chart             | 4       |
| Dutch Top 40                       | 2       |
| Eurochart Hot 100 Singles          | 1       |
| French SNEP Singles Chart          | 13      |
| German Singles Chart               | 1       |
| Irish Singles Chart                | 4       |
| Italian Singles Chart              | 3       |
| Norwegian Singles Chart            | 3       |
| South African Singles Chart        | 5       |
| Swedish Singles Chart              | 1       |
| Swiss Singles Chart                | 1       |
| UK Singles Chart                   | 8       |
| U.S. Billboard Hot 100             | 66      |
| U.S. Billboard Hot Dance Club Play | 1       |

### Zestawienia końcoworoczne
| 1984                | Pozycja |
| ------------------- | ------- |
| Swiss Singles Chart | 2       |

## Certyfikaty
| Państwo | Certyfikat | Data | Nakład  |
| ------- | ---------- | ---- | ------- |
| Niemcy  | Złoto      | 1993 | 250 000 |

### Re-wydania i covery
W 1992 pojawiła się kompilacja zespołu, o nazwie First Harvest 1984–92, na której ponownie znalazł się utwór Big in Japan. Z kolei najbardziej znanym coverem tego utworu jest Big in Japan – alternative rockowego zespołu Guano Apes.